# Hepatisation
Hepatisation (auch Verleberung, von altgriechisch ἧπαρ hepar, deutsch ‚Leber‘) beschreibt die Umformung von Lungengewebe bei der Lobärpneumonie in ein Aussehen, das Lebergewebe ähnelt. Dieser Umbau geschieht als Folge einer Lobärpneumonie oder typischen Pneumonie nach der Anschoppung. Fibrin, Erythrozyten sowie andere Zellen, die das Lungengewebe verdichten, sehen makroskopisch im pathologischen Schnitt Lebergewebe ähnlich.
Man unterscheidet mehrere Stadien der Hepatisation, die wieder in gesundes Gewebe umgewandelt werden können.

## Anschoppung (1.–2. Tag)
Durch die allgemeine Entzündungsreaktion mit Gefäßdurchlässigkeit entsteht eine dunkelrote Färbung des Gewebes und das Gewebe wird schwer und luftärmer. In diesem Stadium ist der Inhalt noch flüssig und fließt ab, wenn man (im Rahmen einer Operation oder Obduktion) hineinschneidet.

## Rote Hepatisation (2.–3. Tag)
In diesem ersten Hepatisationsstadium gerinnt das Blut zunehmend und wird fest.

## Graue Hepatisation (4.–6. Tag)
Bei diesem zweiten Stadium sind die Erythrozyten schon überwiegend gelöst und durch einwandernde weiße Blutkörperchen und einen erhöhten Fibringehalt verfärbt sich der Lungenanteil grau.

## Gelbe Hepatisation (7.–8. Tag)
Im letzten Stadium entsteht Eiter, der die Farbe des Gewebes bestimmt.
Von nun an kann das Gewebe vollständig regeneriert werden (restitutio ad integrum), da die Masse verflüssigt und auch als trübes Sputum abgehustet werden kann (Lysis).